# 巴勒斯坦託管地布政司
巴勒斯坦託管地布政司是英國巴勒斯坦託管地政府中第二高的職位，為託管地高級專員之副手，負責託管地政府的日常政務。高級專員出缺時，由布政司署理其職務。

## 歷任布政司
以下為巴勒斯坦託管地布政司列表：
- 雲咸·迪茲（1920–1923）
- 基拔·卡里頓（1923–1925）
- 史超域·賽姆斯（1925–1928）
- 哈里·查理斯·盧克（1928–1930）
- 楊慕琦（1930–1933）
- 約翰·哈索恩·賀爾（1933–1937）
- 威廉·丹尼士·巴特希爾（1937–1939）
- 約翰·史超域·麥花臣（1939–1943）
- 約翰·瓦倫丁·維斯塔·蕭（1943–1946）
- 亨利·葛尼（1946–1948）

歷任布政司對於託管地猶太人及猶太復國事業的態度有同有異，但基本上都將英國利益放在首位。
首任布政司雲咸·迪茲對猶太人相當友好，深受託管地猶太民眾愛戴。
哈里·查理斯·盧克雖有猶太血統，但對託管地猶太人充滿敵意，曾縱容阿拉伯人屠殺猶太人。
有人認為布政司約翰·蕭對猶太社群懷有敵意，但事實上他從未公開仇視猶太人。可能是他冷傲的性格給人留下這種印象。
末任布政司亨利·葛尼被認為對錫安主義運動有敵意，以及有反猶太情緒，但他還是按部就班地組織了託管地政府的撤離工作，並積極促使猶太國家順利建立。